# Museo nazionale della natura e delle scienze

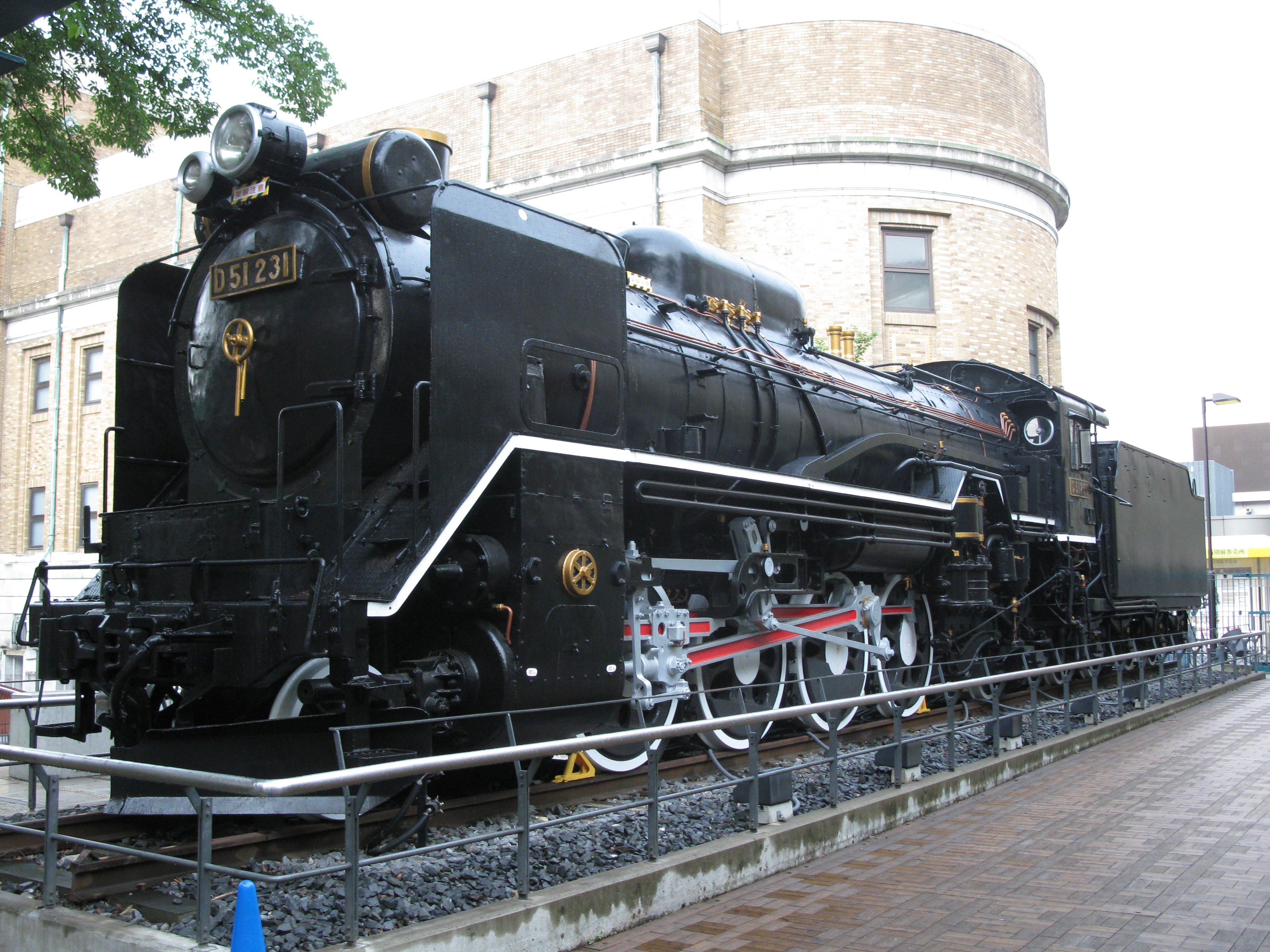
Locomotiva a vapore di fronte al Museo Nazionale di Natura e Scienza.

Il Museo nazionale della natura e delle scienze (国立科学博物館?, Kokuritsu Kagaku Hakubutsukan) è un museo di scienze naturali sito nella zona nordorientale del parco di Ueno, a Tokyo. Inaugurato nel 1871, ha avuto diverse denominazioni, tra cui Ministry of Education Museum ("Museo del Ministro dell'Istruzione"), Tokyo Museum ("Museo di Tokyo"), Tokyo Science Museum ("Museo della Scienza di Tokyo"), the National Science Museum of Japan ("Museo nazionale di scienze del Giappone"), fino a National Museum of Nature and Science ("Museo nazionale di scienze naturali") dal 2007. È stato rinnovato negli anni Novanta e negli anni Duemila, e offre un'ampia varietà di esposizioni di storia naturale e di esperienze scientifiche interattive.
Ospita mostre sulla scienza del periodo pre-Meiji in Giappone.

## Edifici espositivi

### Nihonkan (Galleria del Giappone)

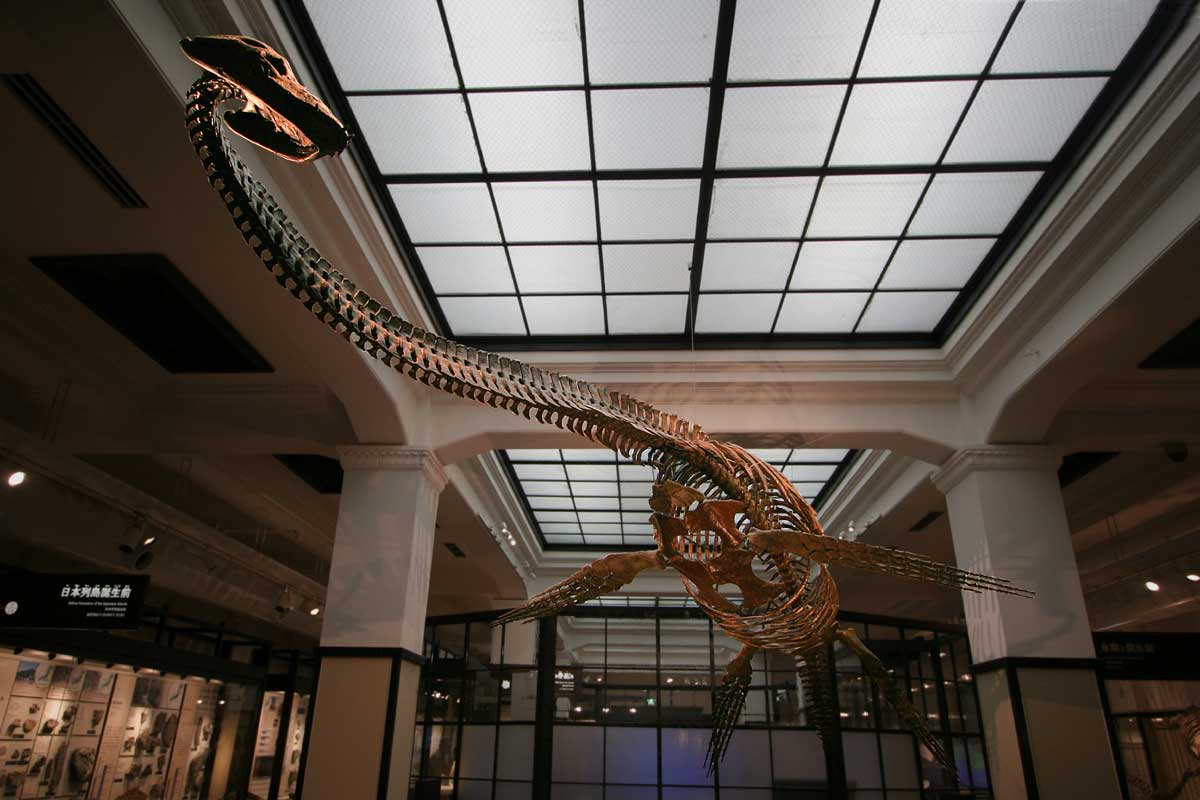
Futabasaurus suzukii
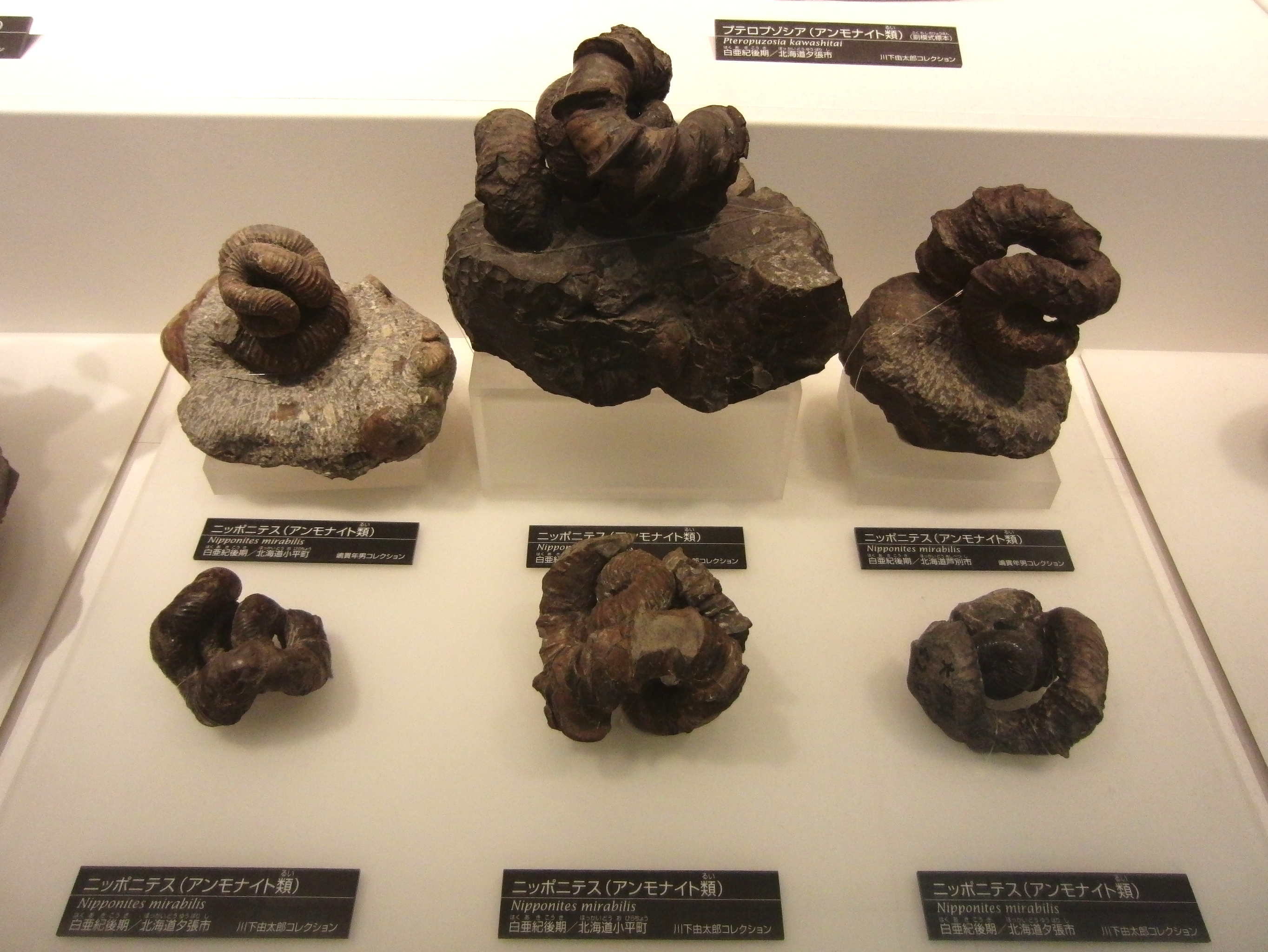
Ammoniti di Nipponiti
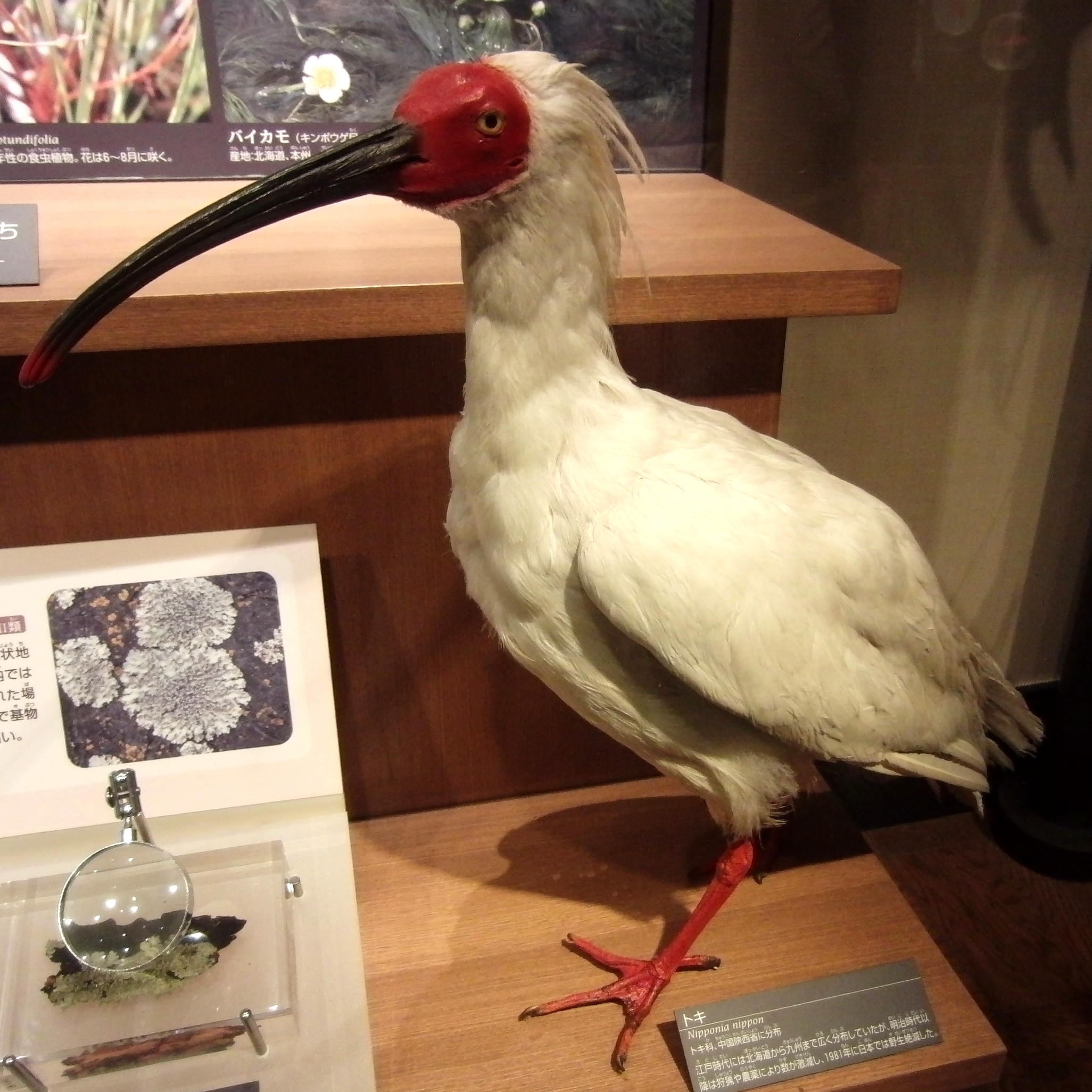
Ibis giapponese (Nipponia nippon)
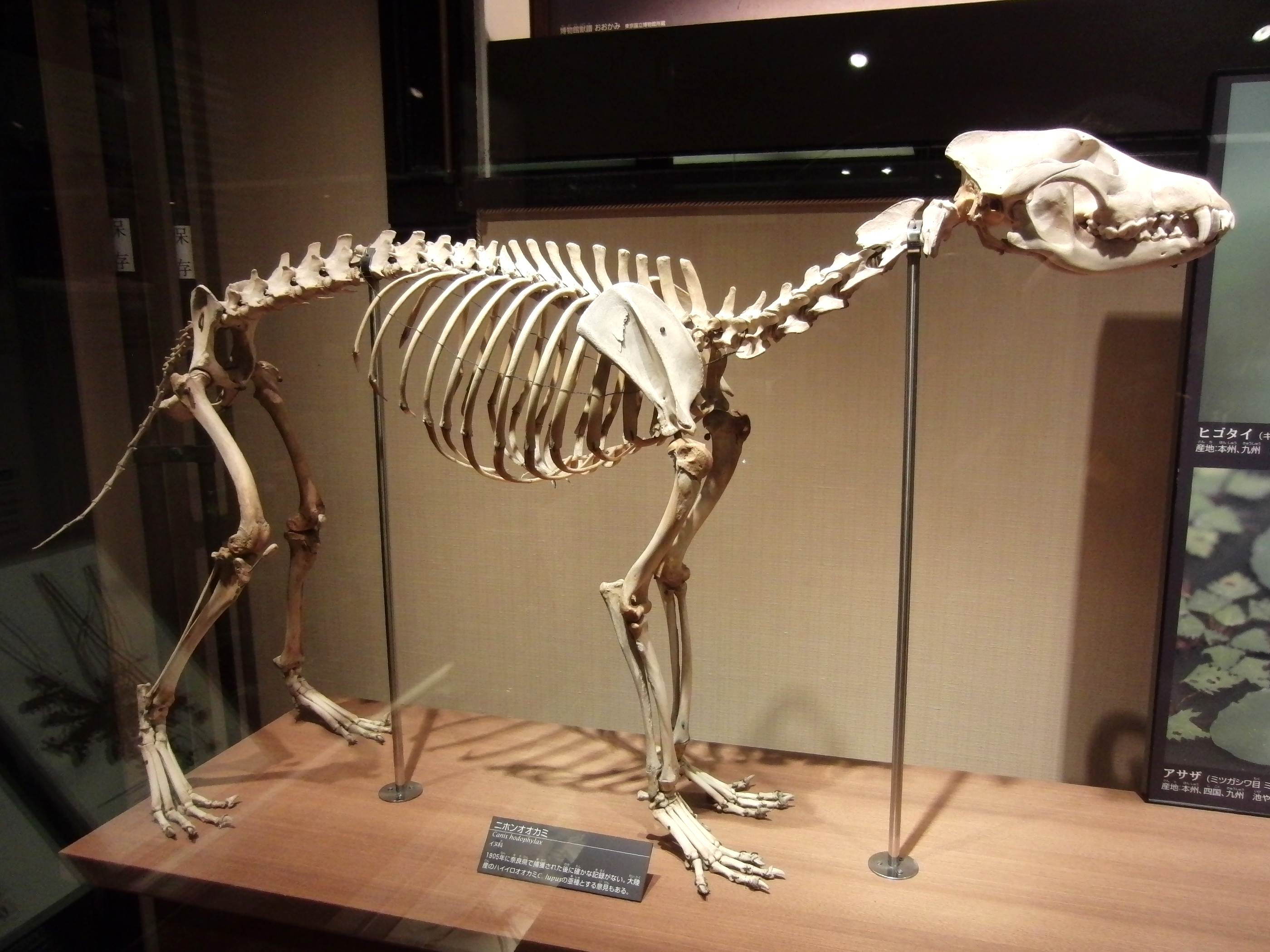
Lupo di Honshu (lupo giapponese)
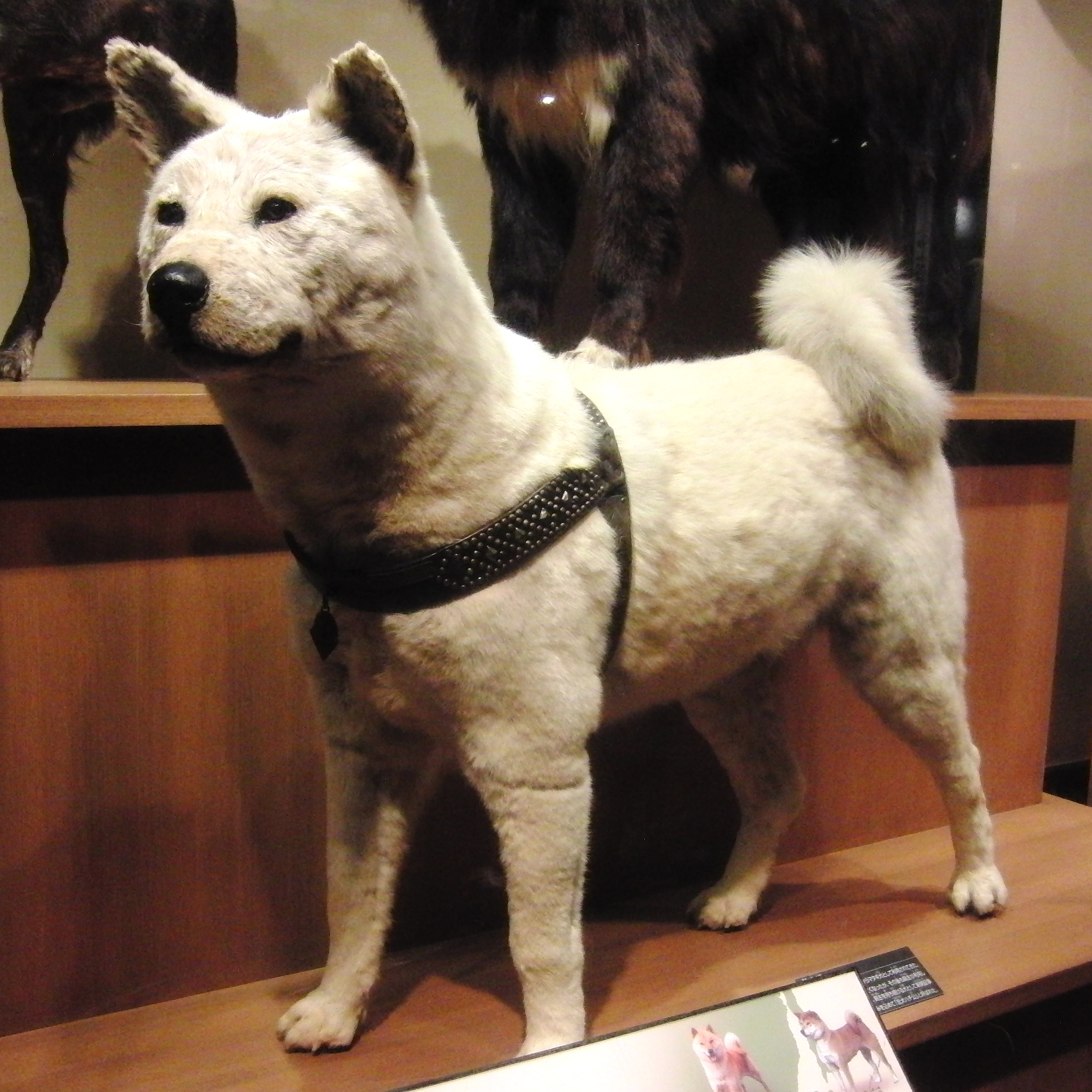
Hachikō
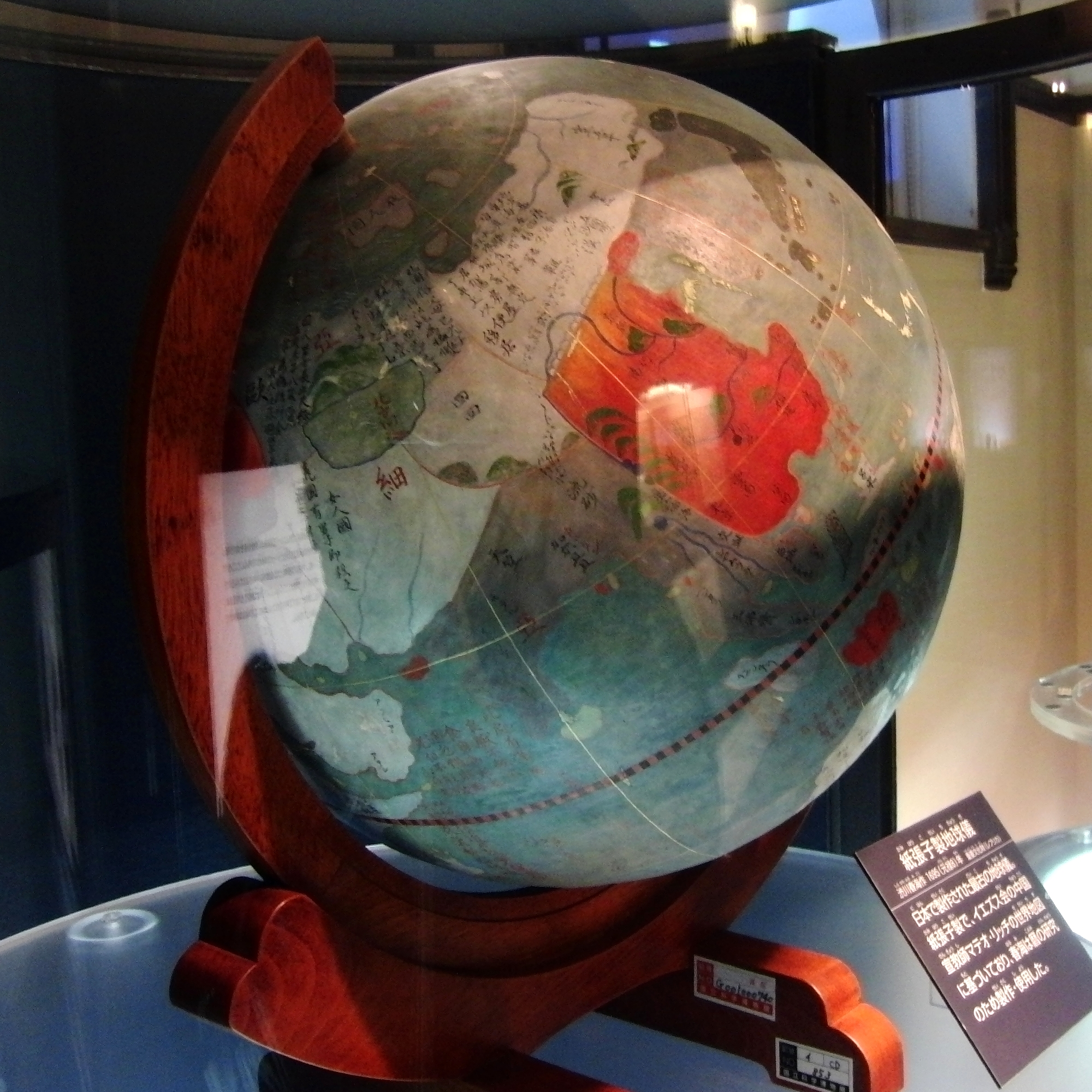
Mappamondo di cartapesta, creato da Shibukawa Shunkai nel 1695
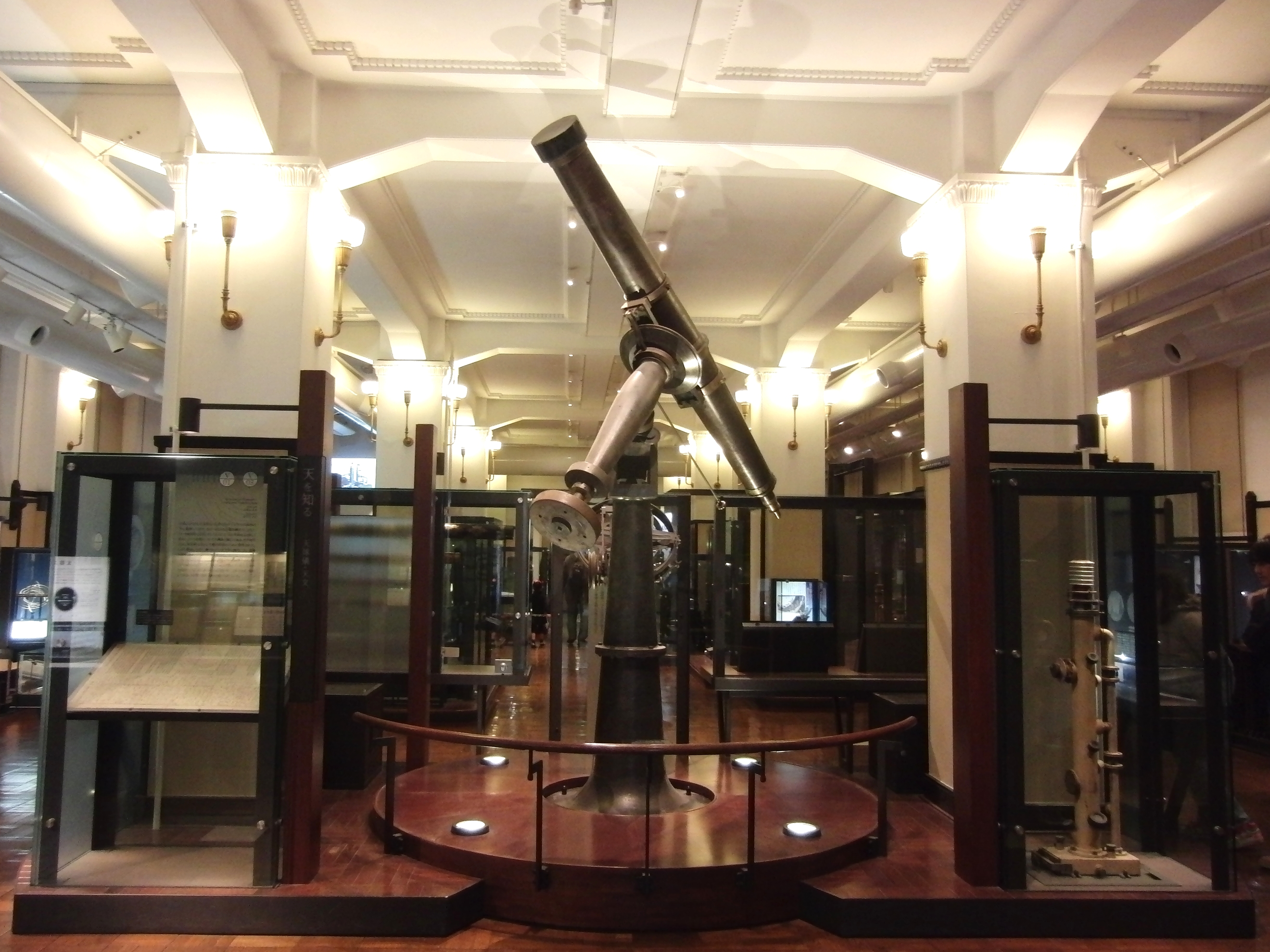
Telescopio astronomico Troughton & Simms, XIX secolo
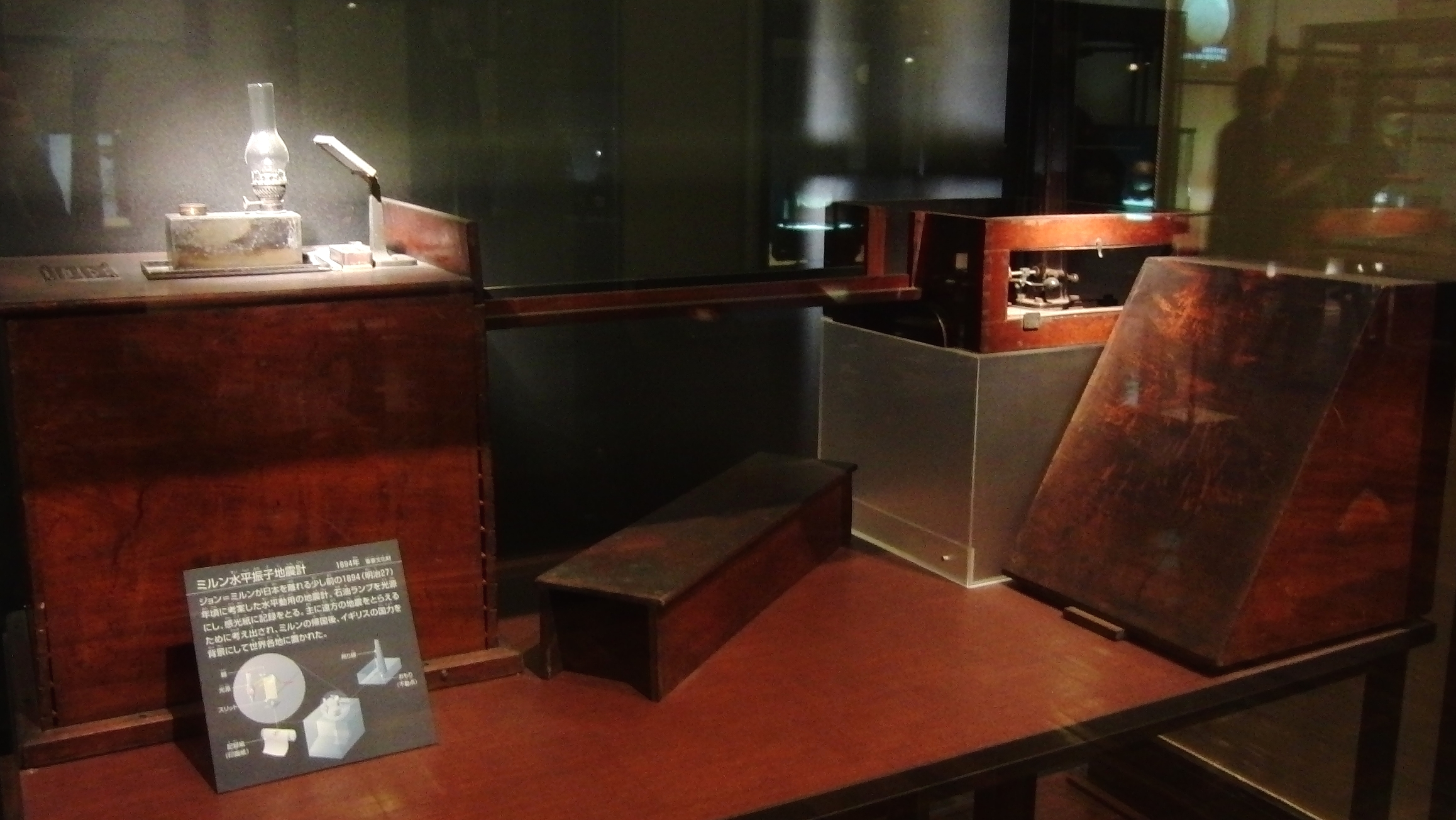
Sismografo Milne
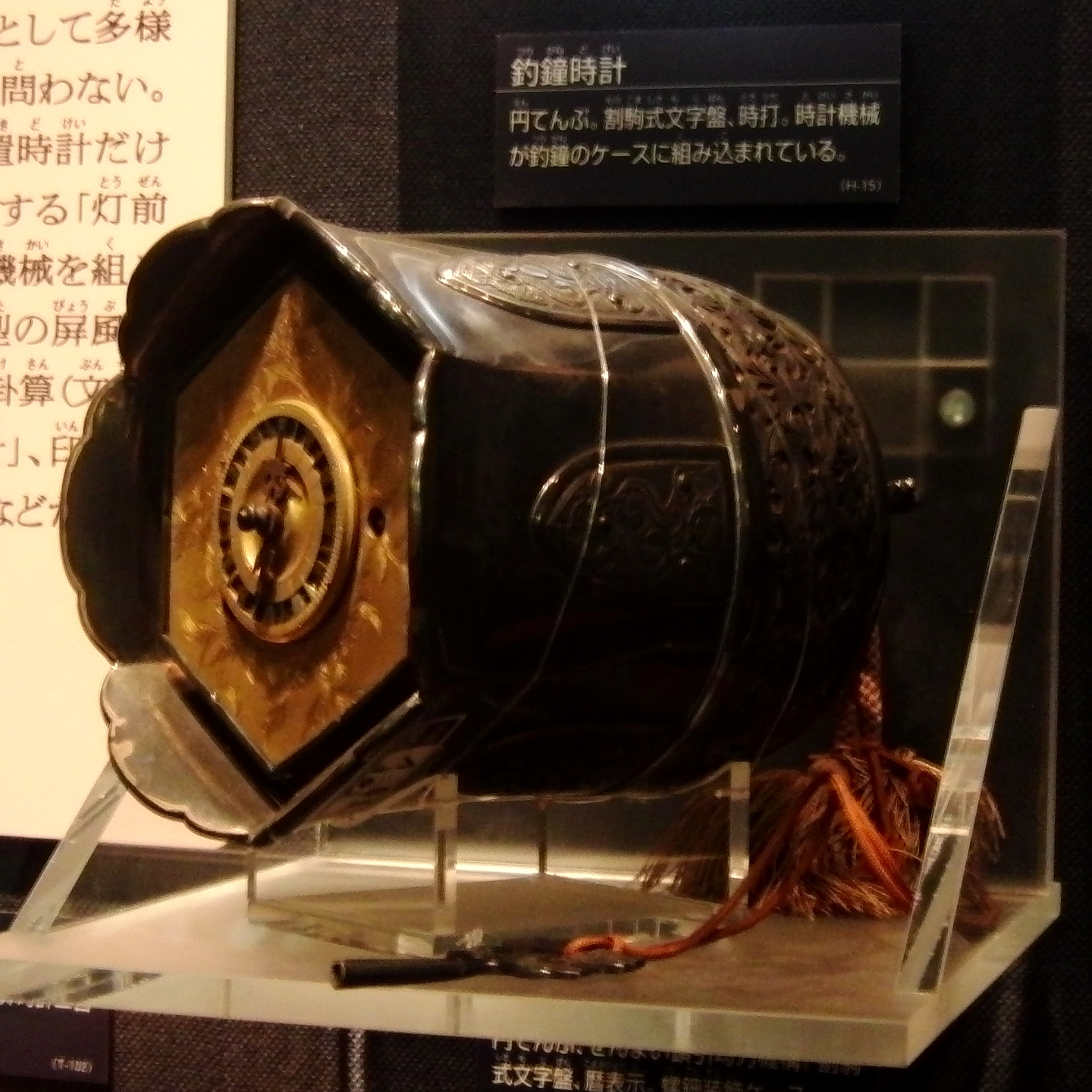
Tsurigane-dokei (orologio a campana sospeso)

### Chikyūkan (Galleria globale)

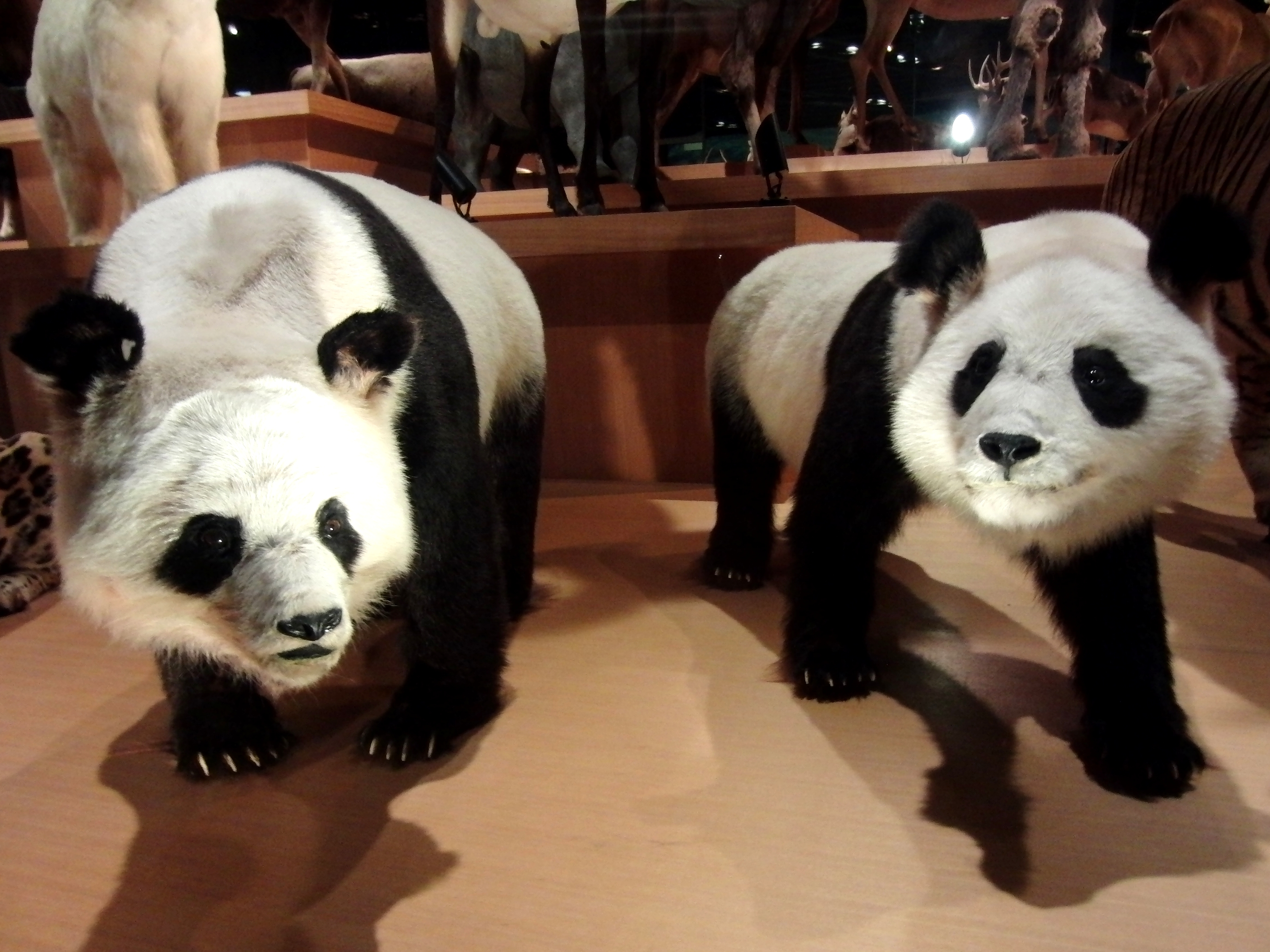
Panda giganti chiamati "Fei Fei" (a sinistra) e "Tong Tong" (a destra)
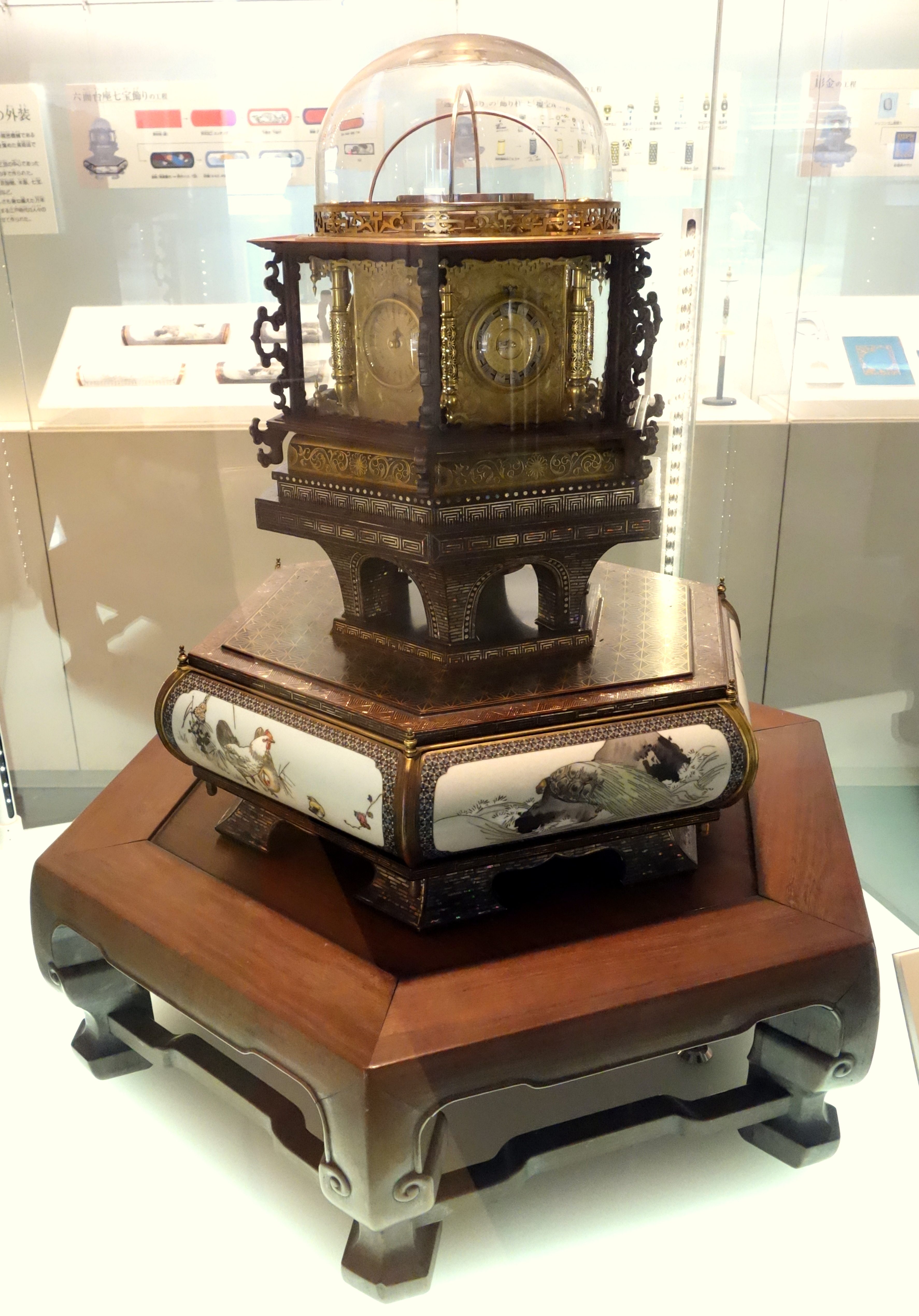
Orologio, XIX secolo
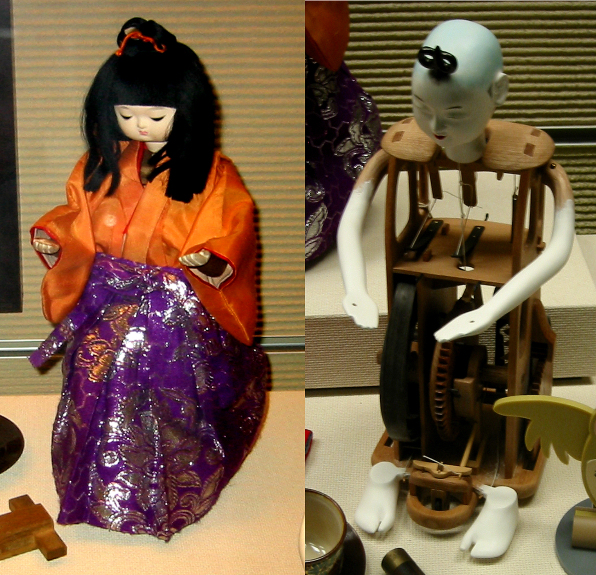
Karakuri ningyō
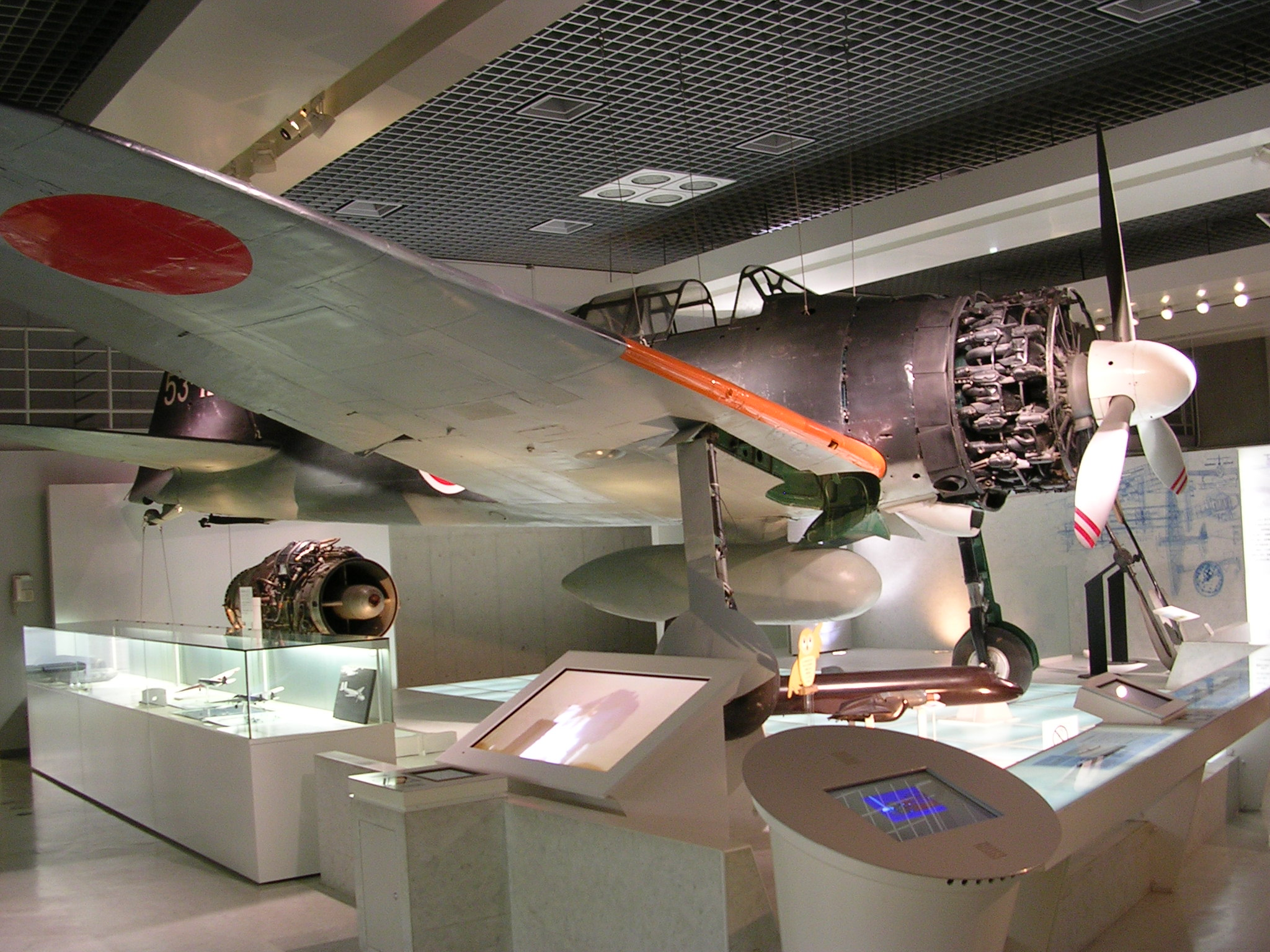
Mitsubishi A6M Zero (Zero Fighter) Modello 21
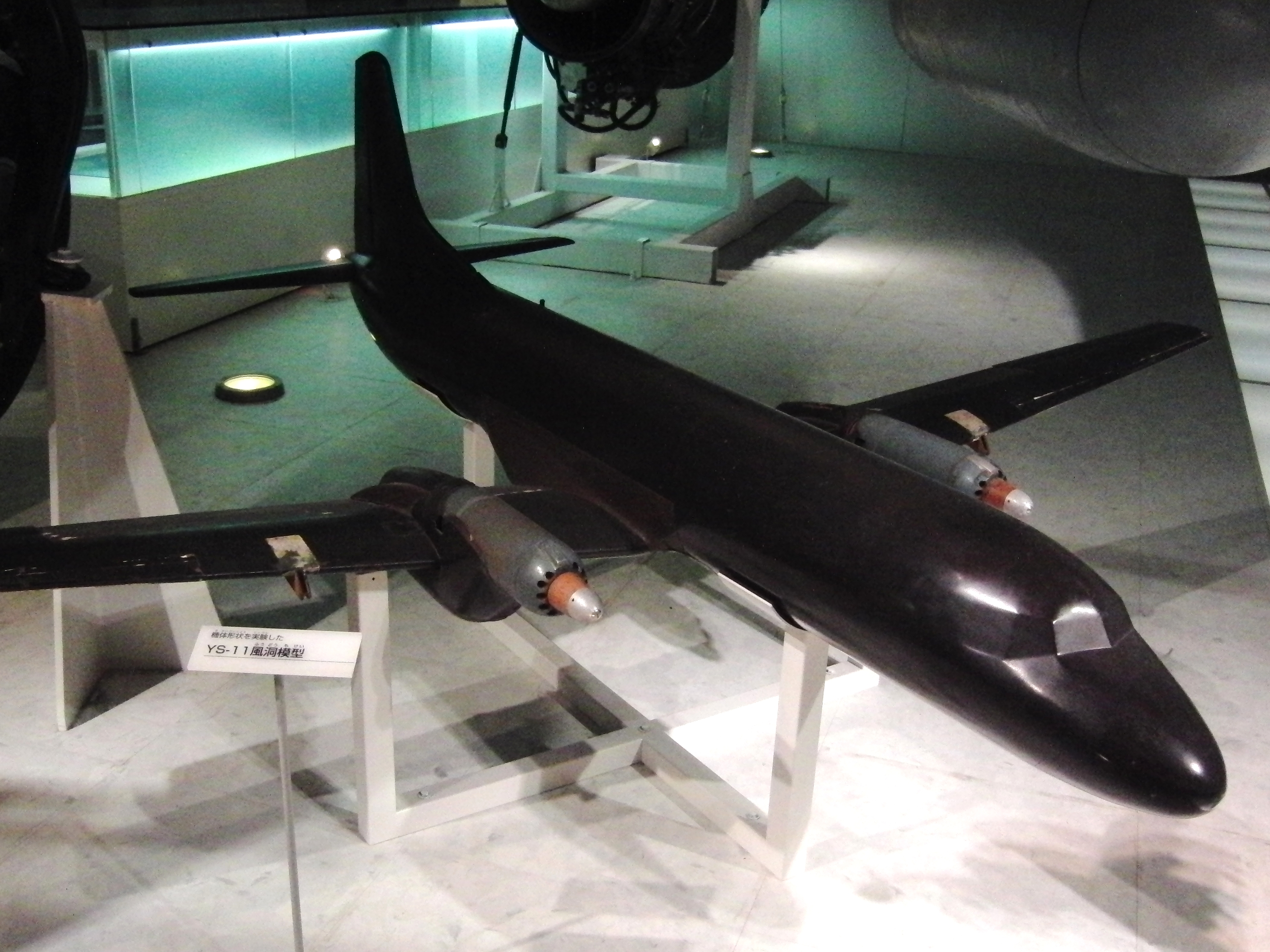
Modello di galleria del vento NAMC YS-11
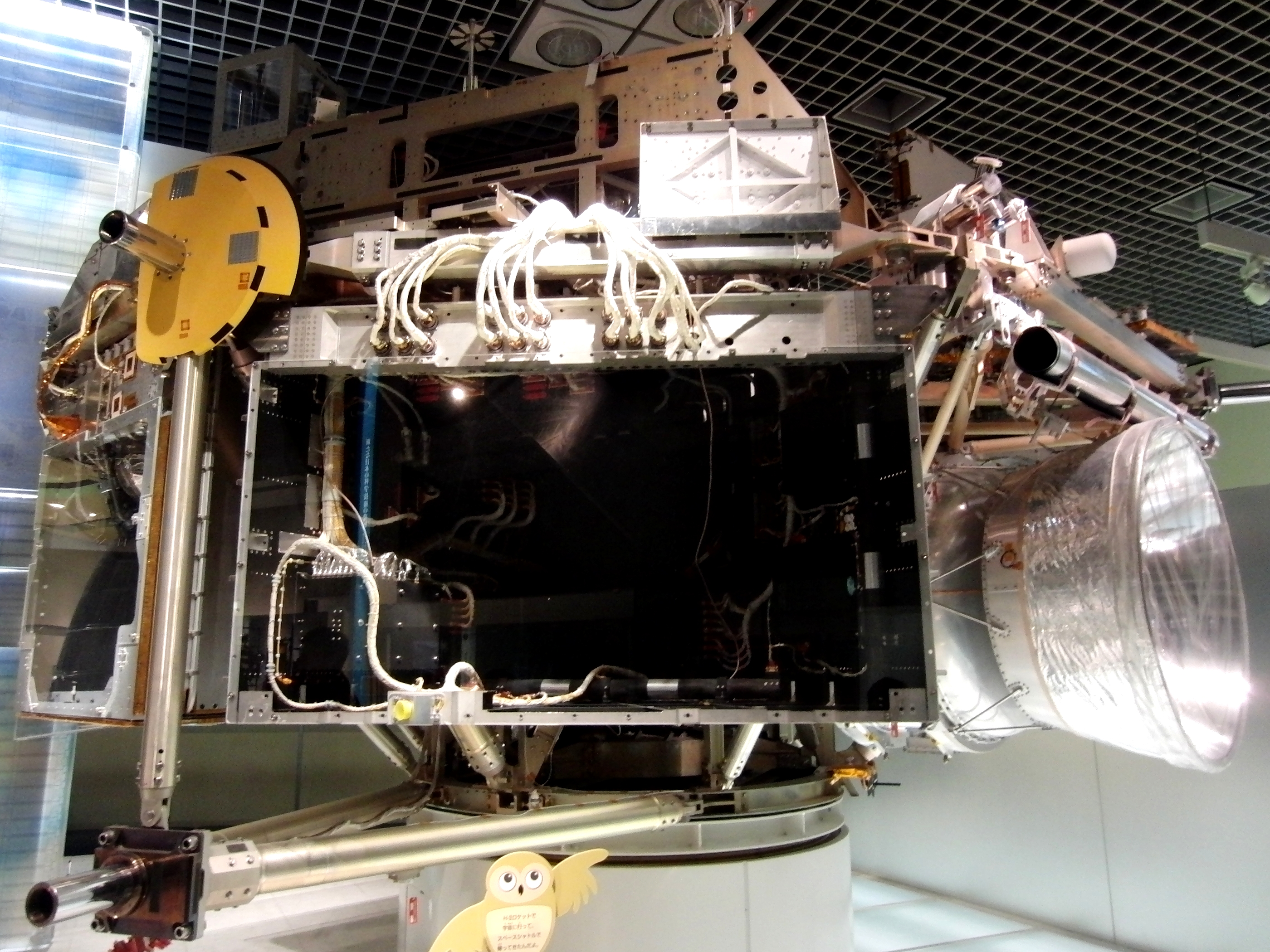
Unità Flyer spaziale
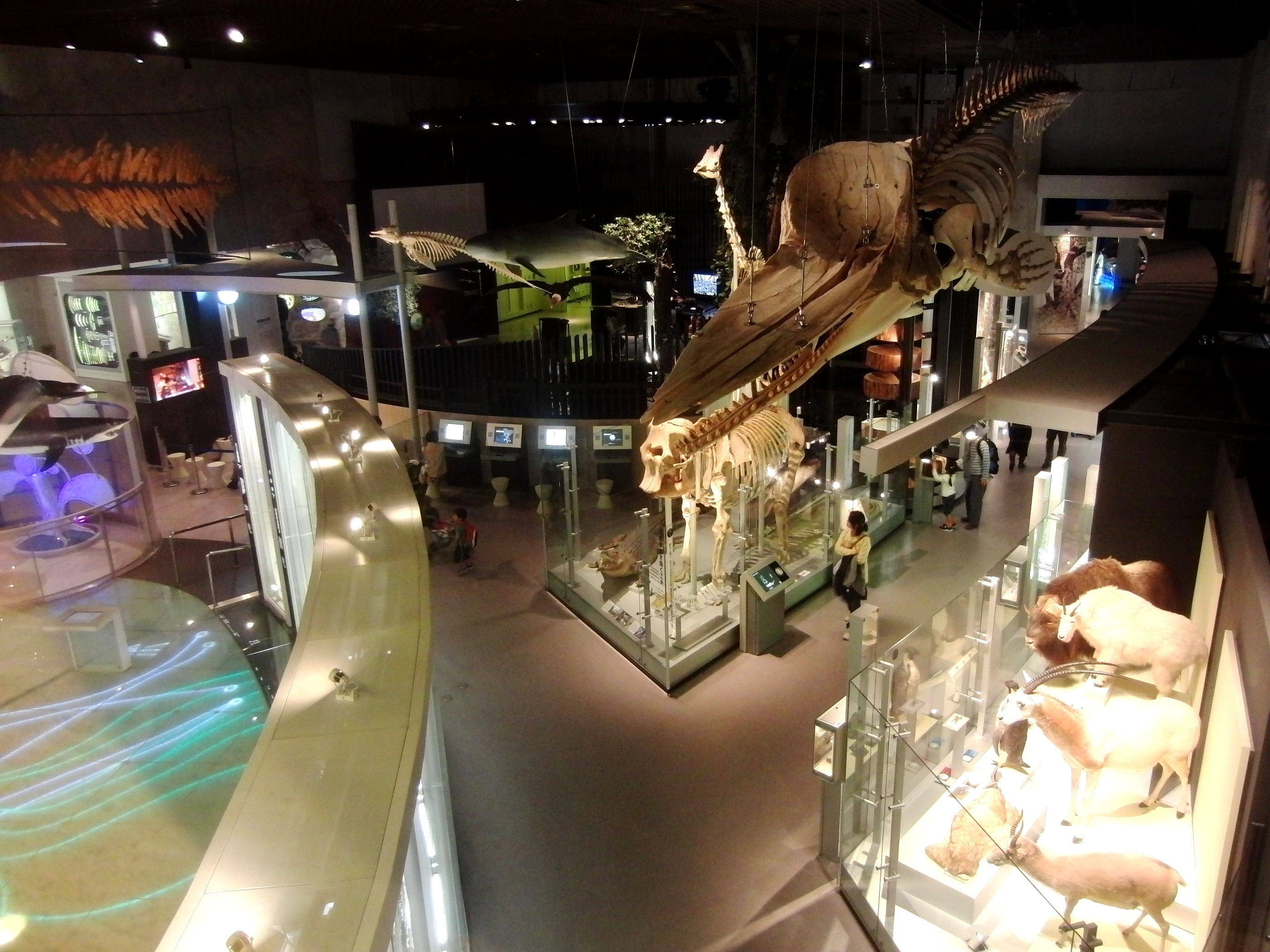
Scheletro di capodoglio
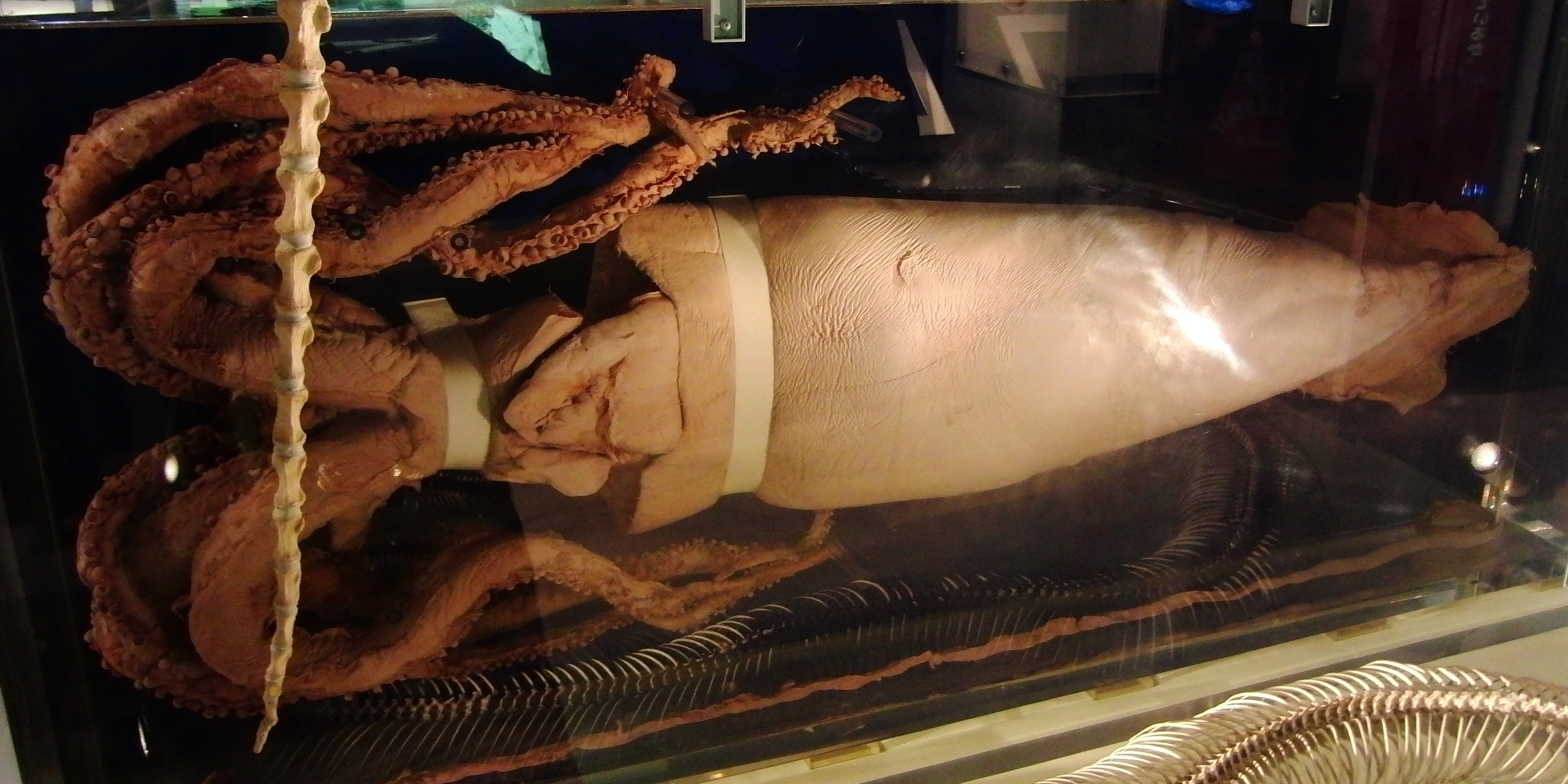
Esemplare di calamaro gigante
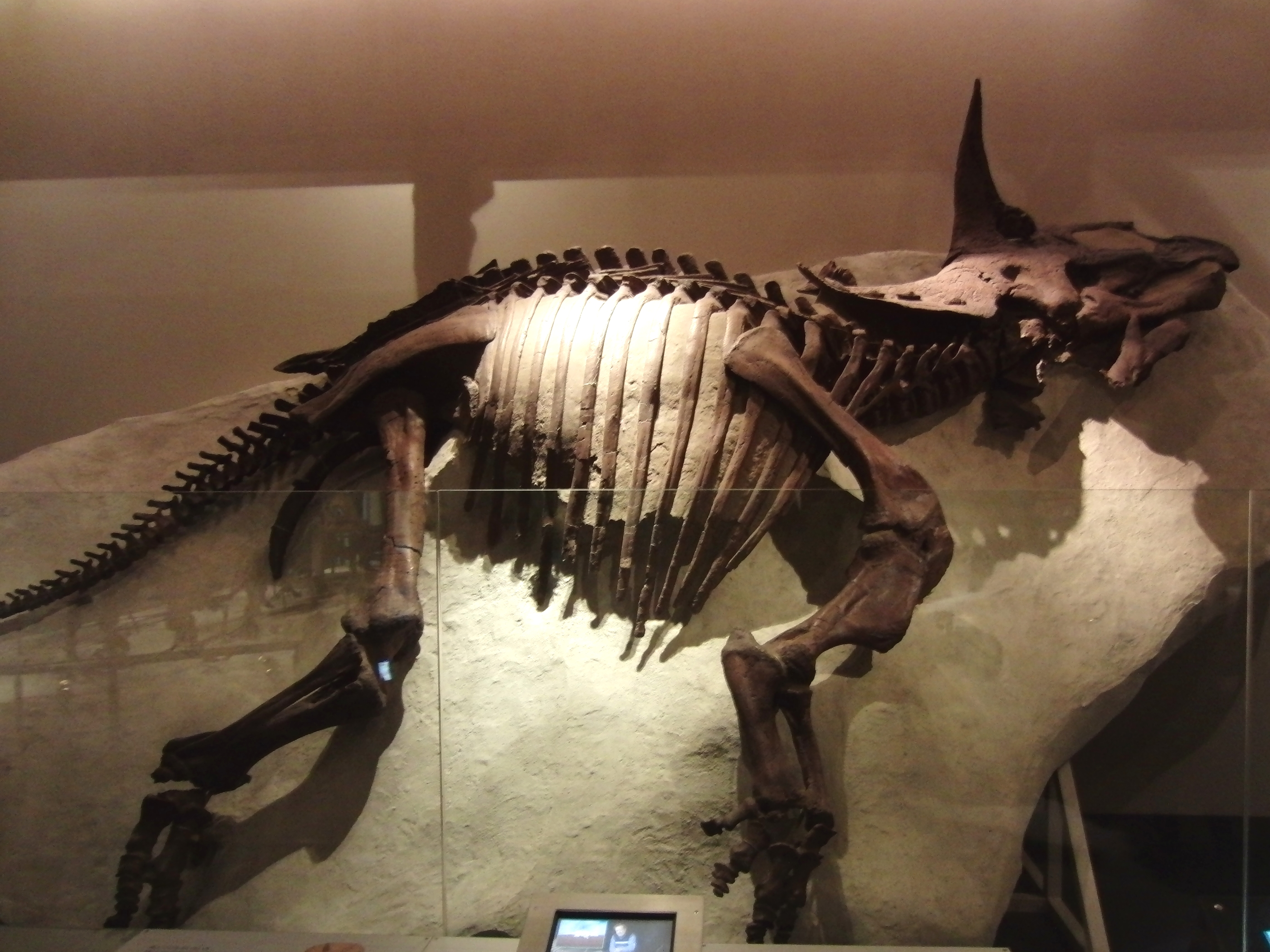
Fossile di triceratopo chiamato "Raymond"
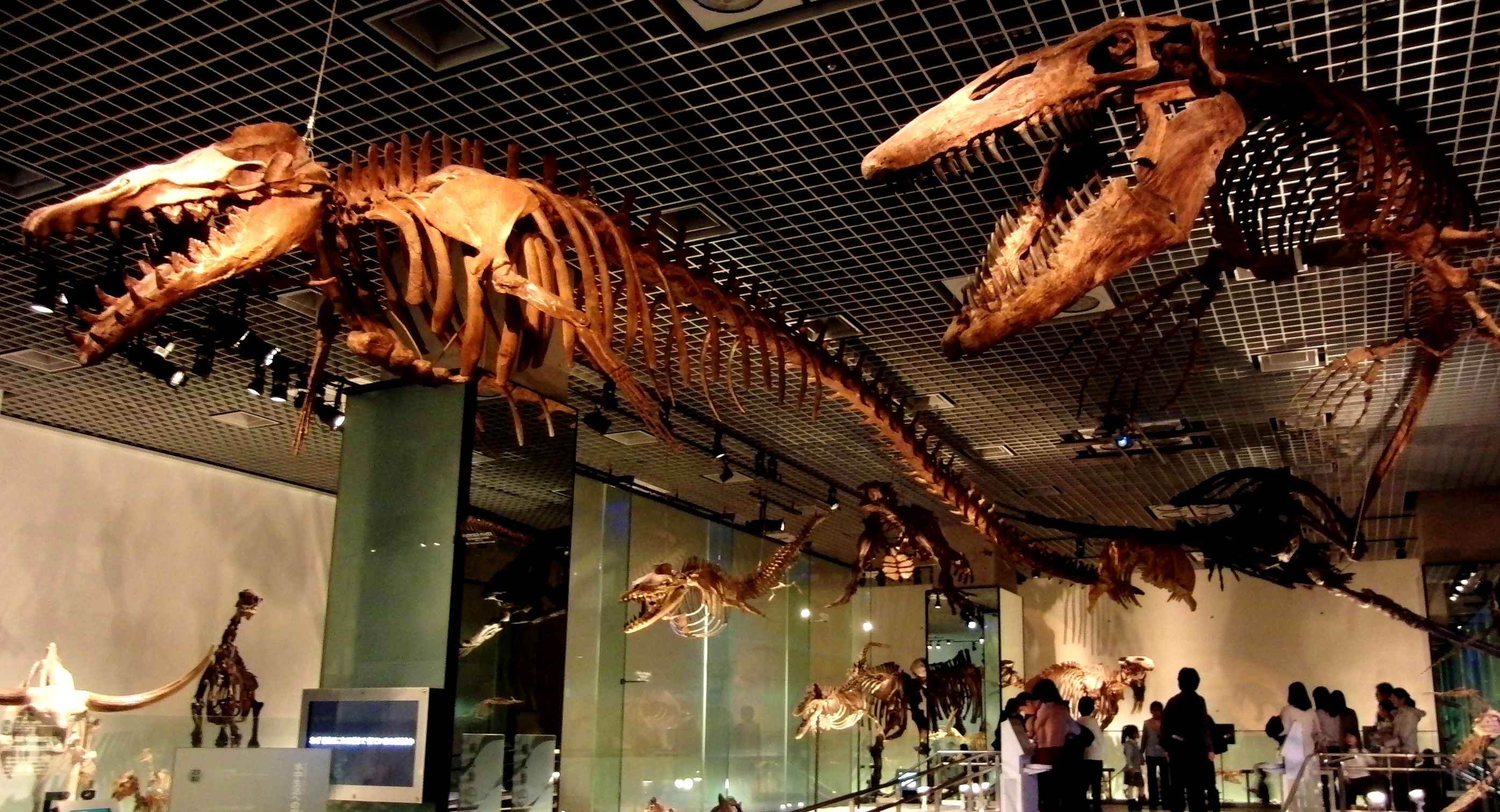
Basilosaurus e Tylosaurus
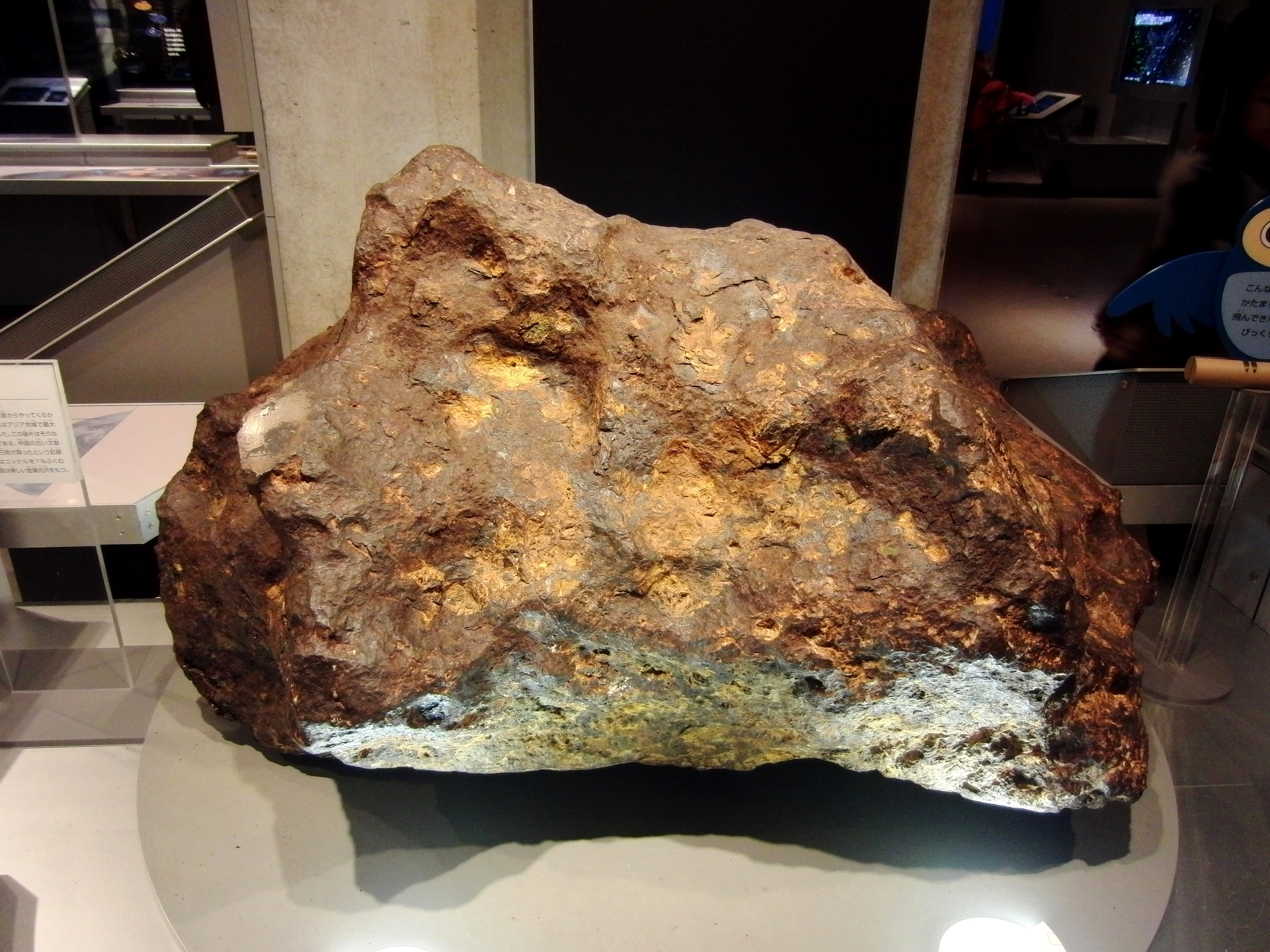
Il più grande frammento del meteorite di Nantan